# Amine Lecomte
Amine Lecomte (Reims, 26 aprile 1990) è un calciatore marocchino naturalizzato qatariota, portiere dell'Al-Gharafa.

## Carriera

### Club
Ha giocato nella prima divisione qatariota.
In carriera ha giocato complessivamente 57 partite nella AFC Champions League.

### Nazionale
Tra il 2015 ed il 2016 ha giocato complessivamente 18 partite nella nazionale qatariota.

## Palmarès

### Club

#### Competizioni nazionali
- Qatar Stars League: 6

Al-Duhail: 2010-2011, 2011-2012, 2013-2014, 2014-2015, 2016-2017, 2019-2020
- Coppa del Principe della Corona del Qatar: 3

Al-Duhail: 2013, 2015, 2018
- Coppa dello Sceicco Jassem: 2

Al-Duhail: 2015, 2016
- Coppa dell'Emiro del Qatar: 3

Al-Duhail: 2016, 2018, 2019